# Stefania Gromnicka
Stefania Gromnicka z d. Kopystyńska. primo voto Dygat, secundo voto Wertheim (ur. ok. 1873 w Stryju, zm. 1 listopada 1922 w Skierniewicach) – polska aktorka teatralna.

## Życiorys
Była córką Maksymiliana Kopystyńskiego – aktora i dyrektora teatru. Do 1895 roku występowała pod nazwiskiem panieńskim. Debiutowała w 1890 roku w Krakowie, gdzie grała do 1895 roku. Następnie występowała na scenach Lwowa (1895-1898) oraz Łodzi (1898-1906). Z zespołami łódzkimi grała w Warszawie (1900, 1902) oraz Petersburgu (1903), występowała również gościnnie na scenie Teatru Miejskiego we Lwowie (1904).

W kolejnych latach grała w Warszawie (1906-1907, Teatr Mały) oraz w Łodzi (1912-1913). Następnie porzuciła aktorstwo.
Dwukrotnie wychodziła za mąż: w 1907 roku za urzędnika o nazwisku Dygat, a następnie za lekarza wojskowego nazwiskiem Wertheim (prawdopodobnie chodzi o płk. Edwarda Wertheima – lekarza Wojska Polskiego II RP). Jej córką była Helena Gromnicka (1896-1962) – również aktorka.